# Craspedolepta gloriosa
Craspedolepta gloriosa är en insektsart som beskrevs av Loginova 1962. Craspedolepta gloriosa ingår i släktet Craspedolepta och familjen rundbladloppor. Inga underarter finns listade i Catalogue of Life.